# 三原智子
三原 智子（みはら ともこ）は、日本のフランス文学者。群馬大学教育学部准教授。専門はフランス文学・思想史。

## 略歴・人物
- 1999年3月 ルーアン大学文学部第3課程フランス文学科卒業博士号取得
- 2000年3月 神戸大学大学院文化学研究科外国言語文化論単位取得満期退学
- 2001年4月 群馬大学教育学部英語専攻フランス語学専任講師
- 2005年4月 群馬大学教育学部英語専攻助教授（現・准教授）

### 所属学会
- 日本フランス語フランス文学会

## 論文・著書
- 三原智子「La Communaute et l'Autre dans Bouvard et Pecuchet de Flaubert」『フランス語フランス文学研究』第78巻、日本フランス語フランス文学会、2001年、130-142頁、CRID 1390282680779797504、doi:10.20634/ellf.78.0_130、ISSN 04254929。
- 「シャルル・フーリエ、あるいは反理性の戦略 - 『自由意志論』とデカルトのパロディ」『EBOK』14、2002年
- 三原智子「フローベールの『ブヴァールとペキュシェ』における固有名について:固有性の記号から、権力の記号へ」『群馬大学教育学部紀要. 人文・社会科学編』第51巻、群馬大学教育学部、2002年、237-253頁、CRID 1520290884593723136、ISSN 03864294。
- 三原智子「フローベールの『聖アントワーヌの誘惑』における宗教と知について」『群馬大学教育学部紀要. 人文・社会科学編』第52巻、群馬大学教育学部、2003年、421-434頁、CRID 1520290884585942528、ISSN 03864294。
- 三原智子「アラン・ロブ=グリエの小説における時空間:『La reprise』をめぐって」『群馬大学教育学部紀要. 人文・社会科学編』第53巻、群馬大学教育学部、2004年、253-268頁、CRID 1520853834546275072、ISSN 03864294。
- 三原智子「シャルル・フーリエの「愛の新世界」と後期資本主義社会 : すべての欲望をかなえる世界」『群馬大学教育学部紀要. 人文・社会科学編』第55巻、群馬大学教育学部、2006年、143-166頁、CRID 1050845762590772480、hdl:10087/1154、ISSN 0386-4294。
- 「日本におけるフローベール作品受容について - 翻訳の歴史」『群馬大学教育学部紀要 人文・社会科学編』56、2007年
- 三原智子「シャルル・フーリエの理想社会における権力構造」『群馬大学教育学部紀要. 人文・社会科学編』第57巻、群馬大学教育学部、2008年2月、115-124頁、CRID 1050564287616044672、hdl:10087/3019、ISSN 0386-4294。
- 三原智子「ブヴァールとペキュシェの哲学 ―デカルトの戯画―」『群馬大学教育学部紀要. 人文・社会科学編』第60巻、群馬大学教育学部、2011年2月、159-165頁、CRID 1050845762595256064、hdl:10087/6039、ISSN 0386-4294。
- 三原智子「第二外国語としてのフランス語教育の諸相 : 関心をいかに喚起させるか、についての取り組み」『群馬大学教育学部紀要. 人文・社会科学編』第61巻、群馬大学教育学部、2012年、133-139頁、CRID 1520853834542815232、ISSN 03864294。